# Wittwil

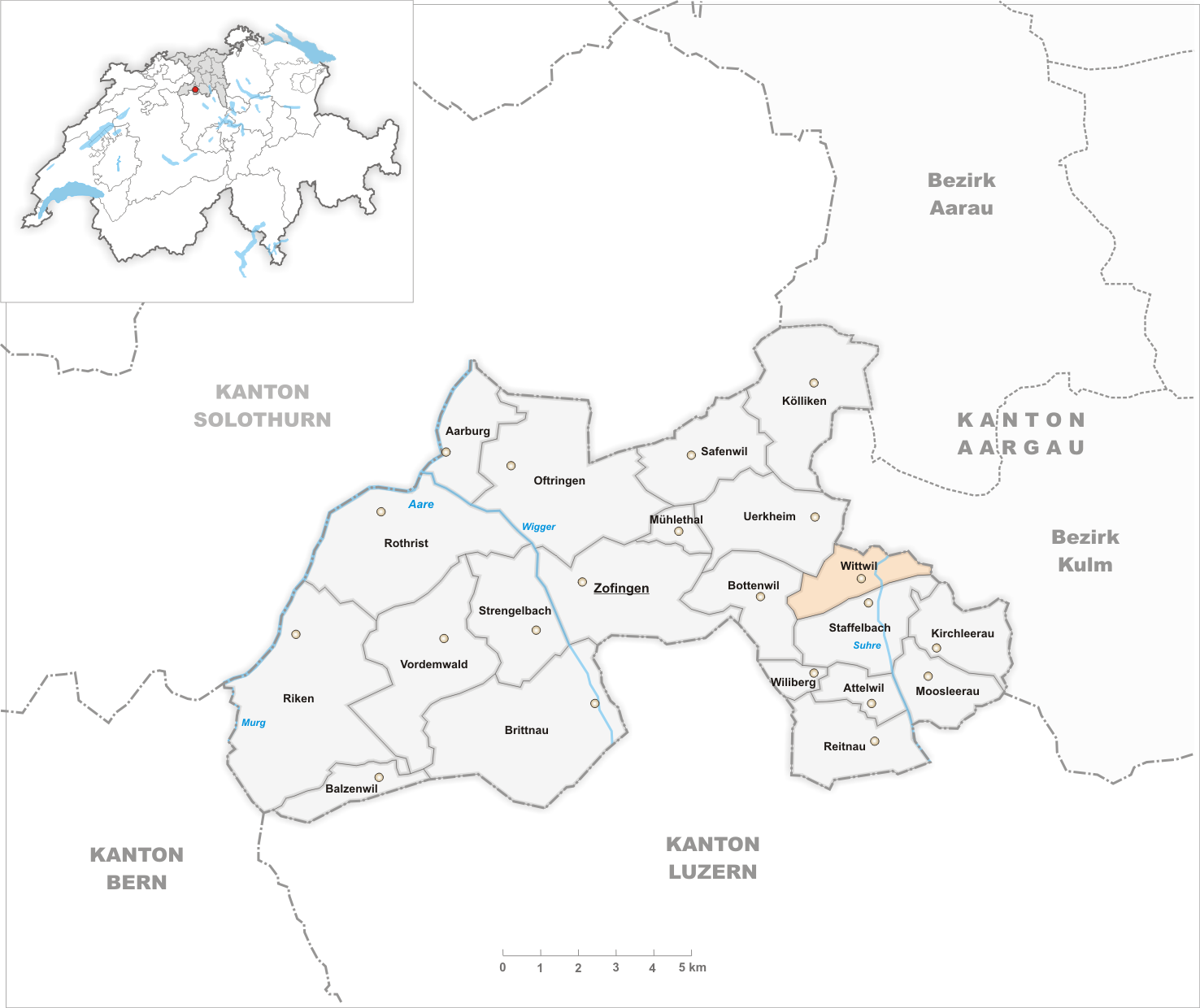
Gemeindestand vor der Fusion am 1. Januar 1901

Wittwil ist eine Ortschaft der Gemeinde Staffelbach des Bezirks Zofingen des Kantons Aargau in der Schweiz. Am 1. Januar 1901 wurde die ehemalige Gemeinde zur Gemeinde Staffelbach fusioniert.